# Ці... три вірні карти...
«Ці... три вірні карти...» (лит. «Tos ... trys tikrosios kortos ...») — радянська екранізація повісті О. С. Пушкіна «Пікова дама» режисера Олександра Орлова. Екранізація знята на Литовській кіностудії в місті Вільнюс за підтримки студії «Ленфільм» в 1988 році. Фільм знятий в темних тонах, що додає картині більшу похмурість і містицизм.

## Сюжет
Зросійщений інженер німецького походження Германн збирає гроші, тому не грає на званих вечорах. Але загадку гри він розгадати бажає. Особливо його спрага стає нестерпною, коли його приятель Томський говорить про те, що його бабуся, стара графиня, знає секрет виграшної комбінації карт. Після цього думки Германна лише про те, як потрапити в будинок старої графині і дізнатися секрет трьох карт. Він обманним шляхом, видаючи себе за закоханого, проникає в особняк, де чекає стару графиню. Вблагати її розкрити секрет, який так мучив його, у головного героя не виходить, тоді він погрожує старій жінці. Її серце не витримує і вона вмирає. Але це ще не кінець історії: графиня приходить до головного героя уві сні і розповідає про три карти. Головний герой пробує комбінацію, але терпить фіаско.

## У ролях
- Олександр Феклістов — Германн
- Віра Глаголєва — Ліза
- Стефанія Станюта — графиня Анна Федотівна в старості
- Ілзе Лієпа — графиня в молодості
- Володимир Осипчук — Томський
- Михайло Данилов — Чекалинський
- Сергій Варчук — Нарумов
- Костянтин Лукашов — Сурін
- Сергій Бехтерєв — гравець
- Ігор Іванов — гравець
- Юрій Дедович — гравець
- Сергій Мигицко гравець
- Юрій Башков — гравець
- Володимир Марков — гравець
- Ніна Казарінова — служниця графині
- Олександр Алексєєв — слуга графині
- Микола Кузьмін — слуга графині
- Сергій Лосєв — слуга графині
- Віктор Гоголєв — секретар графині
- Ірина Богданова — епізод
- Олена Пєрцева — епізод
- Олена Малиновська — епізод

## Знімальна група
- Режисер — Олександр Орлов
- Сценаристи — Олександр Орлов, Олександр Шлепянов
- Оператори — Володимир Ковзель, Володимир Іванов
- Композитор — Едуард Артем'єв
- Художник — Олексій Федотов